# いつかオトナになれるといいね。
『いつかオトナになれるといいね。』は、日本の音楽ユニットツユの楽曲。2022年5月22日に各音楽配信サービスにてリリースされた｡

## 概要
前作『終点の先があるとするならば。』から7か月ぶりのリリースとなったこの楽曲は、｢昨今のネットシーンの活動者と､盲目的な信者 (ファン)｣を題材としており､ポニーキャニオン所属前最後のツユの楽曲となった｡

## 収録内容
| #         | タイトル                           | 作詞・作曲・編曲 | 時間 |
| --------- | ---------------------------------- | ---------------- | ---- |
| 1.        | 「いつかオトナになれるといいね。」 | ぷす             | 2:55 |
| 合計時間: | 合計時間:                          | 合計時間:        | 2:55 |

## 関連リンク
- うたてん:ツユ「いつかオトナになれるといいね。」歌詞の意味を考察！「オトナ」になるのは危険かも？
- note:【ツユ】いつかオトナになれるといいね。【歌詞考察】｜RUNE
- news.nerumone.ne.jp :【ツユ】いつかオトナになれるといいね。【歌詞考察】｜RUNE